# Wulfertia kivuensis
Wulfertia kivuensis är en hjuldjursart som beskrevs av De Smet 1992. Wulfertia kivuensis ingår i släktet Wulfertia och familjen Proalidae. Inga underarter finns listade i Catalogue of Life.